# John Lennard-Jones

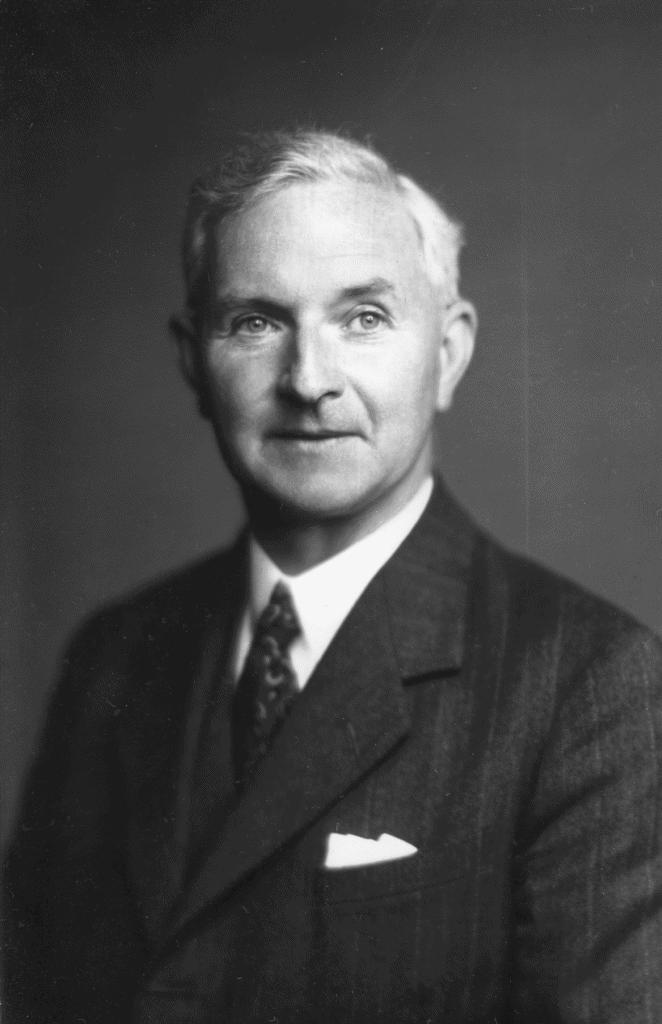
Sir John Edward Lennard-Jones

Sir John Edward Lennard-Jones, KBE, FRS (* 27. Oktober 1894 in Leigh, Lancashire; † 1. November 1954 in Stoke-on-Trent) war ein britischer Mathematiker und Theoretischer Physiker. Er kann als der Vater der modernen "computational chemistry" angesehen werden.

## Leben
John Edward Jones studierte ab 1912 Mathematik an der University of Manchester, unterbrochen durch die Teilnahme am Ersten Weltkrieg ab 1915 bei den Royal Flying Corps. 1922 promovierte er in Manchester. Seine Studien setzte er als Forschungsstudent unter Ralph Fowler an der Cambridge University fort, wo er 1924 in theoretischer Physik promovierte mit einem halbempirischen Ansatz für die Kraft zwischen Atomen, Vorläufer seiner bekannten Arbeit von 1931, in der er ein Potential einführt, das die Kraft zwischen Edelgasatomen beschreibt (anziehende Van-der-Waals-Kraft und Abstoßung durch Überlagerung der voll besetzten Elektronenorbitale). 1925 heiratete er Kathleen Lennard und änderte seinen Namen von Jones in Lennard-Jones. 
1925–1932 war er Professor für Theoretische Physik an der University of Bristol, wo er 1929 seine bekannte Arbeit über den Aufbau von Molekülorbitalen aus einer Linearkombination von Atomorbitalen publizierte. In einer Arbeit aus dem Jahr 1931 führte er die Hartree-Fock-Methode ein (Methode selbstkonsistenter Felder). 
1932–1953 war er Professor für theoretische Physik in Cambridge. 1933 wurde er Fellow der Royal Society und 1937 Gründungsdirektor des Instituts für numerische Mathematik in Cambridge (Cambridge University Mathematical Laboratory), bei dem auch Maurice Wilkes arbeitete. 
Im Zweiten Weltkrieg hatte er hohe Positionen als wissenschaftlicher Berater u. a. im Ministerium für den Nachschub (Ministry of Supply) und baute ein Labor für ballistische Berechnungen aus. Ab 1946 war er wieder in Cambridge. Im selben Jahr wurde er geadelt.
Zu seinen Schülern zählen Charles Coulson und der Nobelpreisträger John Anthony Pople.